# Цалинский, Юзеф

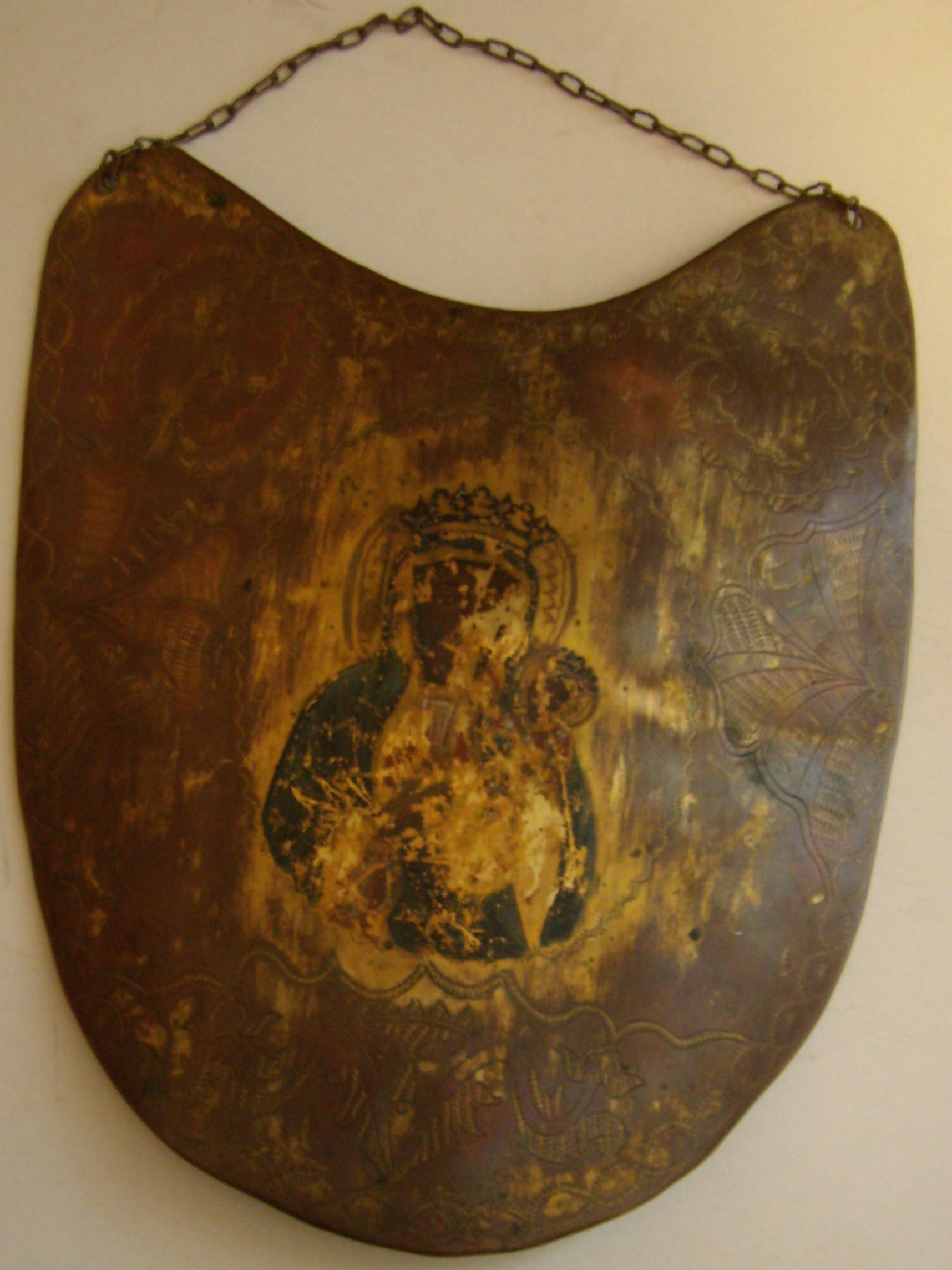
Горжет Юзефа Саввы-Цалинского

Ю́зеф Са́ва-Цали́нский (пол. Józef Sawa-Caliński; ок. 1736, Степашки, Брацлавское воеводство, Речь Посполитая — 7/8 мая 1771) — польский военный деятель, маршалок вышеградский, один из видных лидеров Барской конфедерации (1768—1772).

## Биография
Сын казацкого полковника Саввы Чалого, командира надворных казацких хоругвей великого гетмана коронного Юзефа Потоцкого в Немирове. Савва Чалый был убит в 1741 году селе Степашки гайдамаками. Его жена вместе с малолетним сыном спаслась и позднее вышла замуж за польского шляхтича, служившего на Украине, и уехала вместе с ним на его родину — Мазовию.
Юзеф Сава-Цалинский вырос в Северной Мазовии, в Завкрженской земле. В 1768 году присоединился к Барской конфедерации, созданной для борьбы с российским владычеством в Речи Посполитой. В самом начале восстания создал 2-тысячный шляхетский отряд, во главе которого действовал в Мазовии, Подляшье и Поморье. Одна из его баз находилась в замке Шреньск. Своими храбрыми действиями восхищал местное дворянство, которое в 1770 году избрало его плоцким региментарием, а затем маршалком вышеградским. Под командованием Юзефа Цалинского сражались Антоний Мадалинский, Ян Кузьма и Онуфрий Беклевский.
26 апреля 1771 года Юзеф Сава-Цалинский был разбит русскими в бою под Шреньском и получил тяжелое ранение. Был поднят товарищами и укрыт в лесу, но на другой день был пленен русскими. Был доставлен в Пшасныш и Варшаву, где в начале мая скончался от потери крови. После смерти Юзефа Цалинского командование над его отрядом принял Юзеф Чахоровский, избранный маршалком вышеградским.